# Trophée Lester-Patrick
Pour le trophée de la Western Hockey League (1952-1974), voir Coupe Lester-Patrick.
Le trophée Lester-Patrick est un prix sportif américain remis à un individu ou à un groupe d'individus pour services rendus au hockey aux États-Unis, nommé en hommage au hockeyeur canadien Lester Patrick.

## Sélection pour le prix
Les individus éligibles peuvent être des joueurs, des officiels, des entraineurs, des membres de l'exécutif et des arbitres. Le comité de sélection est composé du président de la LNH, d'un gouverneur de la LNH, d'un gouverneur représentant les Rangers de New York, d'un membre du Temple de la renommée dans la catégorie des bâtisseurs, d'un membre du Temple de la renommée du hockey américain, d'un membre de l'association des diffuseurs de la LNH et d'un membre de l'association des journalistes de la presse écrite de la LNH . 
En dehors du président de la LNH, tous les autres membres du comité de sélection subissent une rotation annuelle.

## Gagnants du trophée Lester-Patrick
Liste des récipiendaires :
- 1966 – John Adams
- 1967 – Gordon Howe, Charles Adams, James E. Norris
- 1968 – Thomas Lockhart (en), Walter Brown, John Kilpatrick
- 1969 – Robert Hull, Edward Jeremiah (en)
- 1970 – Edward Shore, James Hendy (en)
- 1971 – William Jennings, John Sollenberger (en), Terrance Sawchuk
- 1972 – Clarence Campbell, John Kelly (en), Ralph Weiland, James D. Norris
- 1973 – Walter Bush (en)
- 1974 – Alexander Delvecchio, Murray Murdoch, Weston Adams, Charles Crovat
- 1975 – Donald Clark, William Chadwick, Thomas Ivan
- 1976 – Stanley Mikita, George Leader (en), Bruce Norris
- 1977 – John Bucyk, Murray Armstrong, John Mariucci
- 1978 – Philip Esposito, Thomas Fitzgerald, William Tutt (en), William Wirtz
- 1979 – Robert Orr
- 1980 – Robert Clarke, Edward Snider (en), Frederick Shero, équipe des États-Unis aux JO de 1980
- 1981 – Charles Schulz
- 1982 – Emile Francis
- 1983 – William Torrey (en)
- 1984 – John Ziegler, Arthur Ross
- 1985 – Jack Butterfield, Arthur Wirtz
- 1986 – John MacInnes (en), John Riley
- 1987 – Hobart Baker, Frank Mathers
- 1988 – Keith Allen, Frederick Cusick (en), Robert Johnson
- 1989 – Patrick Kelly (en), Louis Nanne, Lynn Patrick, Norman Poile
- 1990 – Leonard Ceglarski
- 1991 – Rodrigue Gilbert, Michael Ilitch
- 1992 – Alger Arbour, Arthur Berglund (en), Louis Lamoriello
- 1993 – François-Xavier Boucher, Norman Dutton, Bruce McNall (en), Gilbert Stein
- 1994 – Wayne Gretzky, Robert Ridder (en)
- 1995 – Joseph Mullen, Brian Mullen, Bob Fleming
- 1996 – George Gund (en), Kenneth Morrow, Milton Schmidt
- 1997 – Seymour Knox (en), William Cleary, Patrick LaFontaine
- 1998 – Peter Karmanos (en), Neal Broten, John Mayasich, Maxwell McNab
- 1999 – Harry Sinden, équipe féminine des États-Unis aux JO de 1998
- 2000 – Mario Lemieux, Craig Patrick, Louis Vairo (en)
- 2001 – Gary Bettman, Scott Bowman, David Poile
- 2002 – Herbert Brooks, Lawrence Pleau, équipe des États-Unis aux JO de 1980
- 2003 – Willie O'Ree, Raymond Bourque, Ron DeGregorio (en)
- 2004 – Michael Emrick, John Davidson (en), Joseph Miron (en)
- 2005 – Saison annulée
- 2006 - Gordon Berenson, Marcel Dionne, Reed Larson, Glen Sonmor et Stephen Yzerman
- 2007 - Stan Fischler, Catherine Granato, John Halligan (en) et Brian Leetch
- 2008 - Brian Burke, Phillip Housley, Robert Lindsay et Robert Naegele (en)
- 2009 - Mark Messier, Michael Richter et James Devellano
- 2010 - David Andrews (en), Cameron Neely, Jack Parker (en) et Jerry York (en)
- 2011 - Mark Johnson, Tony Rossi, Robert Pulford et Jeffrey Sauer (en)
- 2012 - Robert Wallenstein (en) et Richard Patrick (en)
- 2013 - Kevin Allen (en)
- 2014 - William Daly (en) et Paul Holmgren
- 2015 - Jeremy Jacobs et Bob Crocker (en)
- 2016 - Mark Howe et Pat Kelly
- 2017 - Peter Lindberg et Dave Ogrean
- 2018 - James Johannson (en)
- 2019 - Jack Blatherwick (en)
- 2020 - Lynn Olson (en)
- 2021 - Jack Barzee
- 2022 - Warren Strelow (en) (à titre posthume)
- 2023 - Joe Bertagna
- 2024 - Samuel Rosenblum (en)